# Kretkowo (województwo kujawsko-pomorskie)
Kretkowo – wieś w Polsce położona w województwie kujawsko-pomorskim, w powiecie włocławskim, w gminie Lubień Kujawski.
W latach 1975–1998 Kretkowo administracyjnie należało do województwa włocławskiego.
Przed 2018 r. Kretków.
Przed 2023 r. miejscowość była częścią wsi Kamienna